# Comanches
Pour les articles homonymes, voir Comanche.
Les Comanches sont un peuple autochtone des Plaines du centre des États-Unis, qui compte environ 30 000 personnes dont la moitié vit en Oklahoma (ancien Territoire indien) ; le reste se répartit entre le Texas, la Californie et le Nouveau-Mexique.
Les Comanches sont aujourd'hui reconnus au niveau fédéral sous le nom de Nation comanche.

## Ethnonymie
Il existe deux explications de l'origine du nom « Comanche », qui est une dégénération soit du terme ute « komants », qui signifie « ceux qui nous combattent toujours », soit de l'espagnol « camino ancho », signifiant « large piste ». Ils étaient également appelés Padoucas ou « Paducah » par les premiers explorateurs français et américains, mais leur propre nom préféré est Numunuh, signifiant « le Peuple ». 

## Histoire

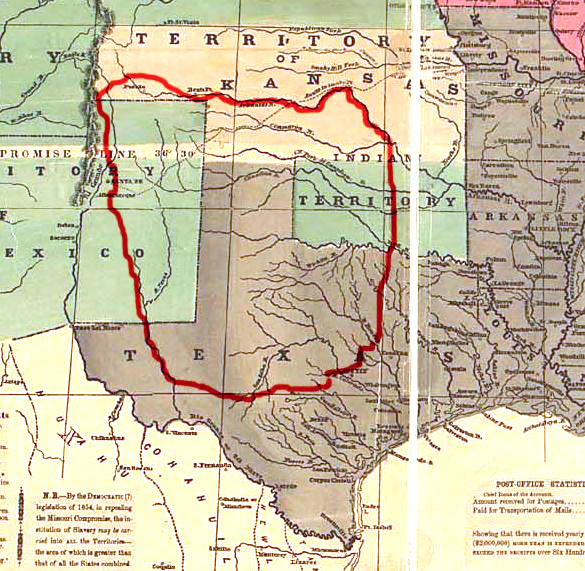
Distribution des tribus Comanche, 1740-1850.

### Origine des Comanches
Les Comanches ont émergé comme un groupe distinct peu avant 1700, lorsqu'ils se sont détachés des Shoshones vivant le long de la partie supérieure de la rivière Platte au Wyoming. Ceci coïncide avec leur acquisition du cheval, qui leur a permis une plus grande mobilité dans leur recherche de meilleurs terrains de chasse. Leur migration originelle les a menés vers les Grandes Plaines, d'où ils se déplacèrent vers le sud sur un territoire s'étendant de la rivière Arkansas au centre du Texas. Pendant ce temps, leur population augmenta de manière importante grâce à l'abondance de bisons, une affluence de migrants shoshones, et l'adoption d'un nombre significatif de femmes et d'enfants faits prisonniers dans les groupes rivaux. Néanmoins, les Comanches n'ont jamais formé une entité tribale unie, et étaient divisés en une douzaine de groupes autonomes, qui partageaient les mêmes langue et culture, mais qui pourraient s'être battus entre eux aussi souvent qu'ils ont coopéré. Ces groupes étaient très souples, et se sont souvent unis et séparés, selon les circonstances.

### Particularité des Comanches
Les Pueblos avaient appris à monter le cheval, à l'utiliser comme source de nourriture ou comme marchandise d’échange avec les Indiens des Plaines. À la suite de la révolte des Pueblos en 1680, les Utes deviennent maîtres dans l’art du commerce de chevaux, puis les Utes en s'alliant aux Comanches les initient à la culture équestre dans les années 1705, ces derniers les utilisant notamment comme attelage de leurs travois, pour faire la guerre et pour chasser le bison à cheval. Le cheval a été un élément clé de l'émergence d'une culture comanche spécifique. On a même suggéré que c'est la recherche de nouvelles sources d'approvisionnement en chevaux parmi les colons mexicains du sud (plutôt que la recherche de nouveaux troupeaux de bisons) qui a d'abord mené les Comanches à se séparer des Shoshones. Les Comanches pourraient même avoir été le premier groupe amérindien des Plaines à complètement inclure le cheval dans leur culture, et ont peut-être aussi introduit le cheval auprès des autres peuples des Plaines. Vers le milieu du XIXe siècle, ils fournissaient des chevaux aux commerçants et aux colons français et américains, et ensuite aux migrants traversant leur territoire sur la route de la ruée vers l'or californien. Beaucoup de ces chevaux étaient volés, et les Comanches acquirent bientôt une réputation de redoutables voleurs de chevaux et plus tard de bétail. Leurs victimes comprenaient les colons espagnols et américains, ainsi que les autres tribus des Plaines, ce qui menait souvent à la guerre. Ils étaient des adversaires redoutables, qui développèrent des stratégies complètes pour le combat à cheval avec des armes traditionnelles.
À une culture de chasse succède ainsi une économie nomade pastorale qui allie la chasse à l'élevage et au commerce du cheval et de la peau de bison.

### Guerres comanches

#### Contre les Apaches et les Espagnols
Leur émergence au tournant du XVIIIe siècle et leur migration vers le sud les mirent en conflit avec les Apaches, qui vivaient déjà dans la région et qui commencèrent à migrer vers le Texas et le Nouveau-Mexique, dominés par les Espagnols. Pour tenter d'empêcher les incursions apaches, les Espagnols leur offrirent de l'aide dans leurs guerres contre les Comanches, mais ces efforts échouèrent la plupart du temps et les Apaches durent quitter les Plaines du Sud vers le milieu du siècle. À ce moment, les Comanches dominaient l'aire entourant le Panhandle du Texas, incluant l'ouest de l'Oklahoma et le nord-est du Nouveau-Mexique.

#### Contre les colons
Les Comanches maintinrent des relations ambiguës avec les Européens et ensuite les Américains tentant de coloniser leur territoire. Ils étaient appréciés en tant que partenaires commerciaux, mais ils étaient également craints pour leurs raids. De même, les Comanches ont été en guerre à un moment ou à un autre avec chacune des tribus des Grandes Plaines, laissant ainsi la possibilité aux puissances coloniales européennes et aux États-Unis de manipuler politiquement les groupes rivaux. À un moment, Samuel Houston, le président de la république du Texas naissante, a failli réussir à signer un traité de paix avec les Comanches, mais ses efforts furent détruits lorsque le pouvoir législatif texan refusa de créer une frontière officielle entre le Texas et le territoire comanche.
Alors que les Comanches parvenaient à maintenir leur indépendance et même à agrandir leur territoire, ils passèrent près de l'annihilation au milieu du XIXe siècle à cause de la vague d'épidémies introduite par les colons ainsi que de l'épuisement de leurs ressources en chevaux et bisons. Les épidémies de variole (1817, 1848) et de choléra (1849) coûtèrent très cher en vies humaines aux Comanches, dont la population chuta d'environ 20 000 au milieu du siècle à seulement quelques milliers vers 1870, ce qui les obligea notamment à passer des traités avec les Espagnols. Ils s'adaptèrent durant les années 1860 et 1870, le traité de Medicine Lodge leur redonnant des herbages et la guerre de Sécession rendant disponible pour leurs raids des millions de têtes de bétail.

#### Pacification

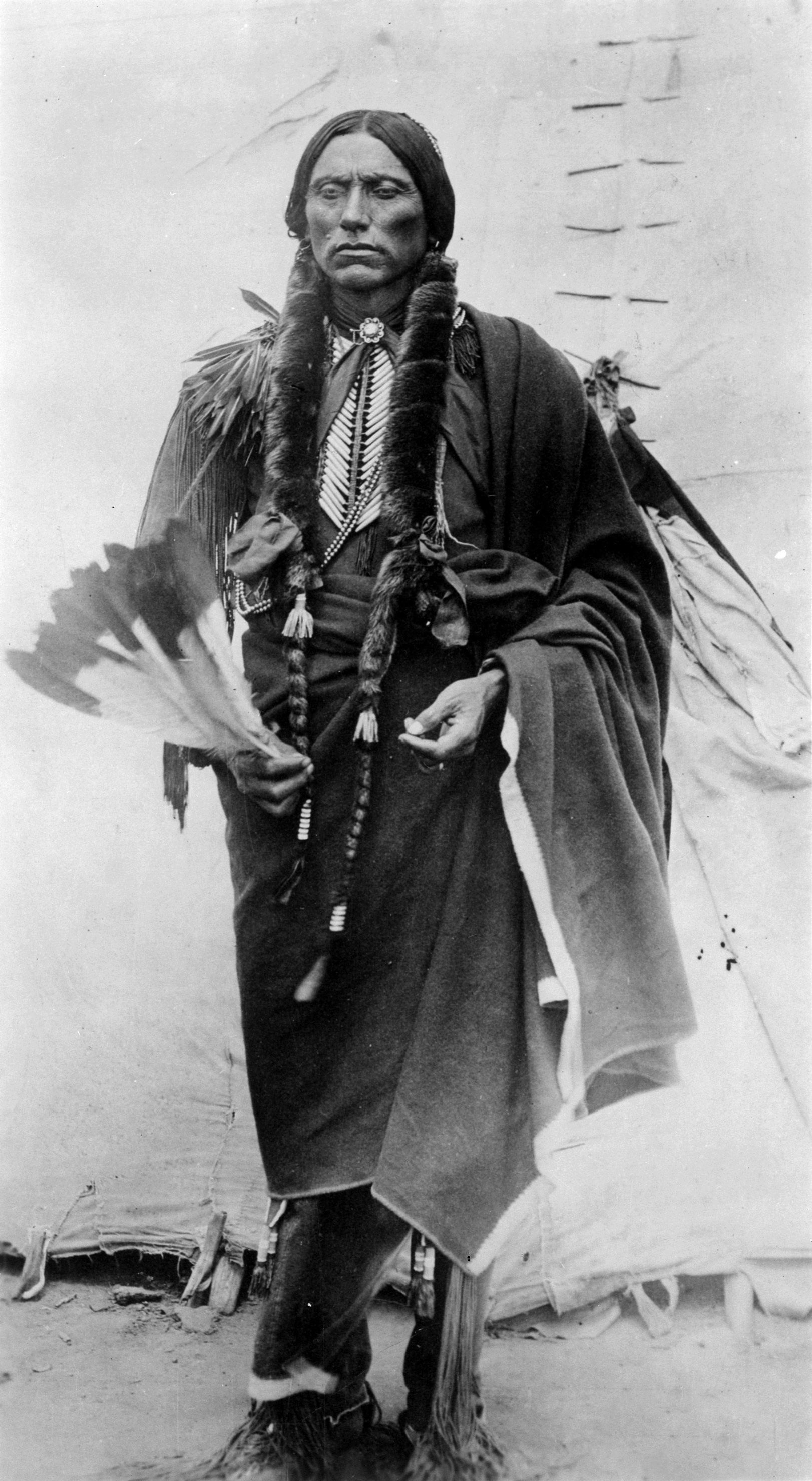
Quanah Parker, chef des Comanches.

Les efforts pour déplacer les Comanches dans des réserves commencèrent à la fin des années 1860 avec le traité de Medicine Lodge (1867), qui leur accordait des églises, des écoles et un revenu annuel en échange d'un vaste morceau de terrain dépassant les 160 000 km2. Le gouvernement promit d'arrêter les chasseurs de bisons qui massacraient les grands troupeaux des Plaines, à condition que les Comanches, avec les Apaches, les Kiowas, les Cheyennes et les Arapahos, s'installent dans une réserve de moins de 13 000 km2 de superficie. Pourtant, le gouvernement ne parvint pas à empêcher les chasseurs de bisons de massacrer les troupeaux, ce qui amena les Comanches, menés par Isatai'i (en) (White Eagle) à attaquer un groupe de chasseurs dans le Texas Panhandle lors de la seconde bataille d'Adobe Walls (1874). L'attaque fut un désastre pour les Comanches, et l'armée fut appelée pour ramener les Comanches restants dans la réserve. En à peine dix ans, les bisons furent sur le point de s'éteindre, mettant fin au mode de vie des Comanches en tant que chasseurs.
En 1875, le dernier groupe de Comanches libres, dirigé par un guerrier Quahadi nommé Quanah Parker, capitula et partit pour la réserve de fort Sill dans l'Oklahoma.
Entre-temps, le gouvernement négocia le Jerome Agreement (1892) avec les Comanches, les Kiowas et les Apaches, réduisant encore leur réserve à 1 940 km2 pour le prix de 308,88 dollars par kilomètre carré. Chaque tribu obtint un territoire correspondant à un lopin de terre de 0,6 km2 par membre de la tribu. En 1906, on accorde de nouveaux lopins de terre à tous les enfants nés après le Jerome Agreement, et la terre restante fut ouverte à l'installation des colons.
Les Comanches n'étaient pas préparés à la vie dans un système économique occidental moderne, et beaucoup perdirent ce qu'il restait de leur terre et de leurs possessions. Pendant la Seconde Guerre mondiale, beaucoup de Comanches quittèrent les réserves en Oklahoma à la recherche d'opportunités financières dans les villes de Californie et dans le sud-ouest. Aujourd'hui, près de la moitié de la population comanche habite toujours en Oklahoma, autour de la ville de Lawton. C'est le lieu du pow-wow annuel, lorsque les Comanches de tout le pays se réunissent pour célébrer leur héritage et leur culture.

## Culture

### Langue
La langue parlée par les Comanches, le comanche (Numu tekwapu), est une langue numique. Elle est apparentée au shoshone, dont elle a divergé vers 1700. Les deux langues restent proches, mais quelques différences de prononciation empêchent toute communication.
À la fin du XIXe siècle, beaucoup d'enfants comanches furent placés dans des internats avec d'autres enfants provenant de différentes tribus. On leur apprenait l'anglais et on décourageait l'usage de leurs langues maternelles.
Malgré les efforts actuels en vue d'assurer la survie de la langue, la plupart des locuteurs sont maintenant âgés, et moins d'un pour cent des Comanches savent encore la parler.
À l'instar des Navajos sur le théâtre Pacifique, un groupe de 17 soldats d'origine comanche fut employé sur le théâtre européen pendant la Seconde Guerre mondiale pour coder et transmettre des messages de l'armée américaine, ce qui fut plus tard appelé le « code comanche »,.

### Organisation sociale

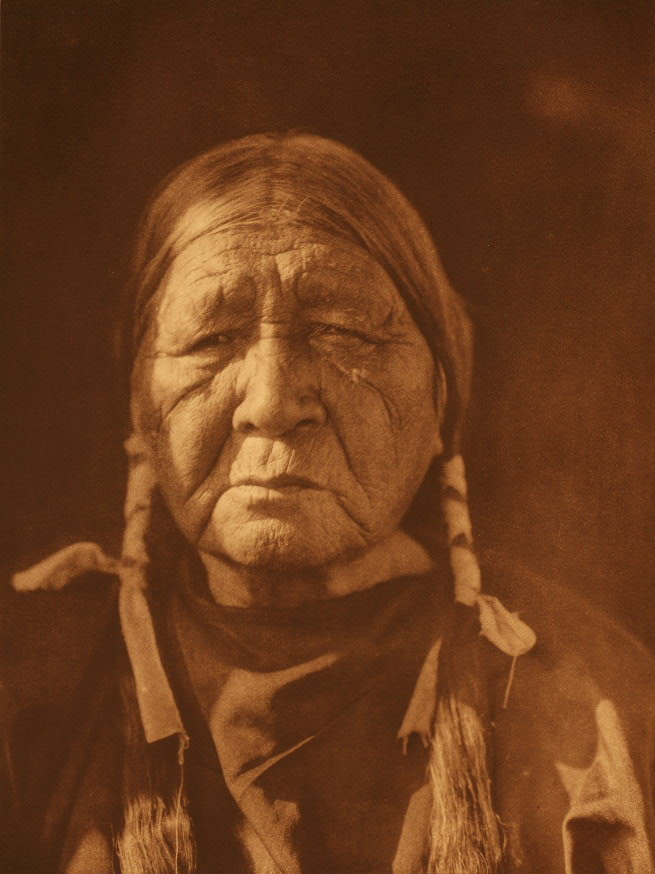
Uwat (Comanche), photographie d'Edward Curtis, 1930.

Les groupes Comanches n'avaient pas de dirigeant unique reconnu par tous ; un petit nombre de leaders jouaient le rôle de conseillers de l'ensemble du groupe. Ceux-ci comprenaient le « chef de paix », les membres du conseil, et le « chef de guerre ». Le chef de paix était habituellement un individu ayant une grande expérience. Il n'y avait pas d'attribution formelle ou d'élection à ce poste, la nomination se faisant par consensus. Le conseil prenait des décisions relatives aux territoires de chasse, à la nécessité de faire la guerre contre leurs ennemis, ou aux opportunités d'alliance avec d'autres bandes. Chaque membre pouvait s'exprimer durant les réunions du conseil, bien qu'habituellement ce soient les hommes âgés qui prenaient la parole. En temps de guerre, le groupe choisissait un chef de guerre. Pour pouvoir être choisi, un homme devait prouver qu'il était un guerrier courageux ; il devait également avoir le respect de tous les autres guerriers de la bande. Pendant les combats, le chef de guerre avait autorité sur les guerriers qui devaient tous lui obéir. Une fois le conflit terminé, il perdait son autorité. Les hommes comanches se chargeaient de la plupart des activités de chasse, ainsi que de tous les combats. Ils apprenaient à monter les chevaux pendant leur enfance, et étaient impatients de prouver leur valeur en se battant. Dans les plaines, les femmes Comanche étaient chargées des travaux astreignants comme la cuisine, la préparation des peaux, l'établissement du camp, l'élevage des enfants, et le transport des biens domestiques.

### Naissance

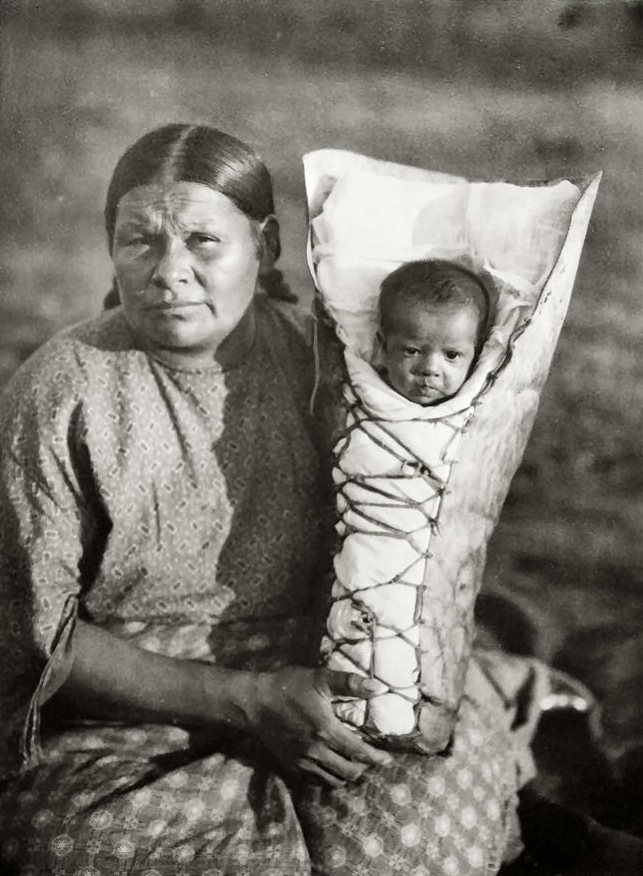
Mère comanche et son nourrisson dans un porte-bébé sur planche, photo d'Edward Curtis.

Quand une femme était sur le point d'accoucher alors que la bande se trouvait au camp, elle se rendait dans un tipi, ou une hutte de broussailles durant l'été, assistée d'une ou plusieurs femmes plus âgées. Les hommes n'étaient pas autorisés à pénétrer dans le tipi pendant ou immédiatement après l'accouchement.
Dans un premier temps, les sages-femmes assouplissaient le sol du tipi et creusaient deux trous. L'un des trous servait de réservoir d'eau chaude, l'autre à recevoir le placenta après la naissance. Un ou deux pieux étaient plantés dans le sol à proximité de la couche de la mère afin qu'elle puisse les agripper pendant le travail. Après la naissance, les sages-femmes accrochaient le cordon ombilical à un micocoulier. Les Comanches croyaient que si le cordon ombilical était laissé libre de se désagréger naturellement, le bébé aurait une vie longue et prospère.
Le nouveau-né était emmitouflé et restait avec sa mère dans le tipi pendant quelques jours. Le bébé était placé dans un porte-bébé, et la mère retournait au travail. Elle pouvait facilement porter le porte-bébé sur son dos, ou l'adosser à un arbre d'où le bébé pouvait la regarder pendant qu'elle ramassait des graines ou des racines. Les porte-bébés étaient faits d'une planche à laquelle était attaché un panier réalisé avec des lanières de cuir, formant une gaine, lacées sur le devant. Avec de la mousse douce et sèche en guise de lange, le bébé était en sécurité dans sa poche de cuir. Quand il faisait froid, le bébé était emmailloté dans des couvertures et placé dans le porte-bébé. Il restait dans le porte-bébé pendant environ dix mois avant d'être autorisé à ramper aux alentours.
Les filles étaient bienvenues dans la bande au même titre que les garçons, mais ceux-ci étaient favorisés. Si le bébé était un garçon, l'une des sages-femmes en informait le père ou le grand-père. Les familles peignaient quelquefois un rabat du tipi pour informer le reste du groupe qu'elles possédaient un nouveau guerrier. Quelquefois c'est le père qui nommait lui-même son enfant ; mais la plupart du temps il déléguait cette responsabilité à l'homme-médecine, dans l'espoir que son enfant aurait une vie longue et productive. Pendant la cérémonie du nommage, l'homme-médecine allumait sa pipe et offrait de la fumée au ciel, à la terre, et chacune des quatre directions. Il priait pour que l'enfant reste heureux et en bonne santé. Il soulevait ensuite l'enfant pour symboliser son développement et annonçait le nom de l'enfant à quatre reprises, en l'élevant un peu plus à chaque annonce de son nom. Les Comanches croyaient que le nom d'un enfant prédisait son avenir ; même un enfant faible ou souffrant pourrait devenir un grand guerrier ou chasseur si on lui donnait un nom suggérant le courage et la force. Les garçons recevaient souvent le nom de leur grand-père, de leur oncle, ou d'un autre membre de la famille. Les filles recevaient habituellement le nom d'un membre de la famille du père, mais le nom était choisi par la mère. En grandissant, les enfants pouvaient également recevoir des surnoms exprimant certains aspects de leur vie.

### Enfance
Les Comanches considéraient leurs enfants comme leurs biens les plus précieux. Les enfants étaient rarement punis. Quelquefois, cependant, on faisait appel à une sœur plus âgée ou un autre parent pour discipliner l'enfant ; les parents pouvaient également s'arranger pour faire peur à l'enfant avec l'aide d'un croque-mitaine. Occasionnellement, des personnes âgées revêtaient des draps pour effrayer les garçons et filles désobéissants. On parlait aussi aux enfants de la Grande Chouette Mangeuse d'Hommes (Pia Mupitsi), qui vivait prétendument dans une grotte au sud des montagnes Wichita et dévorait les vilains enfants la nuit.
Les enfants apprenaient par l'exemple, par l'observation, et en écoutant leurs parents et les autres membres du groupe. Dès qu'elle était assez grande pour marcher, une fille suivait sa mère à travers le camp et jouait aux tâches quotidiennes de la cuisine et de la couture. Elle était également très proche des sœurs de sa mère, qui n'étaient pas appelées tante mais pia, ce qui signifie « mère ». On lui offrait une petite poupée en peau de daim, qu'elle emportait partout avec elle. Elle apprenait à fabriquer tous les vêtements de la poupée.
Un garçon ne s'identifiait pas seulement à son père, mais également à la famille de celui-ci, ainsi qu'aux plus braves guerriers du groupe. Il apprenait à monter à cheval avant de savoir marcher. Vers l'âge de quatre ou cinq ans, il était supposé savoir manier un cheval avec dextérité. À cinq ou six ans, on lui donnait un petit arc et des flêches. Souvent, c'est le grand-père qui lui apprenait à monter et à tirer à l'arc, tandis que son père et les autres guerriers étaient à la chasse ou effectuaient des raids. Son grand-père lui racontait également sa propre enfance ainsi que l'histoire et les légendes des Comanches.
En grandissant, il se joignait aux autres garçons pour chasser les oiseaux. Progressivement il s'éloignait du camp à la recherche d'un meilleur gibier. Encouragés à devenir de bons chasseurs, les garçons apprenaient à décoder les signes de la prairie tout en suivant patiemment et silencieusement le gibier. Ils devenaient plus autonomes tout en développant avec leurs congénères des liens forts et un état d'esprit collectif nécessaires à la chasse et pendant les raids.

Comanches du Texas en tenue de guerrier, vers 1830.

Les garçons étaient hautement respectés car ils étaient appelés à devenir des guerriers et pouvaient mourir jeunes dans une bataille. À l'approche de l'âge adulte, un garçon participait à sa première chasse au bison. S'il réussissait à tuer un animal, son père l'honorait d'une fête. Ce n'est qu'après avoir fait ses preuves dans une chasse au bison qu'un jeune homme était autorisé à partir à la guerre.
Lorsqu'il était prêt à devenir un guerrier, vers l'âge de quinze ou seize ans, un jeune homme devait subir un rite de passage consistant en une « recherche de visions ». À la suite de cette quête, son père lui offrait un bon cheval à monter lors des batailles, et un autre pour parcourir les sentiers. S'il avait démontré ses capacités comme guerrier, une danse cérémoniale pouvait être organisée en son honneur. Tandis que les joueurs de tambour se tenaient face à l'est, le garçon honoré dansait avec les autres jeunes hommes. Ses parents, de même que ses proches et les autres membres de la bande, jetaient des présents à ses pieds — particulièrement des couvertures et des bâtons symbolisant des chevaux. N'importe qui pouvait se saisir de l'un des cadeaux pour lui-même, bien que ceux qui avaient déjà de nombreuses possessions se réfrénaient, ne voulant pas passer pour cupides. Pendant ces danses, les gens se dépouillaient de tous leurs biens au profit des autres, ce qui les laissait démunis.
Les filles apprenaient à ramasser des baies, des noix et des racines. Elles portaient l'eau et ramassaient le bois, et à environ douze ans apprenaient à préparer les repas, faire les tipis, coudre les vêtements, préparer les peaux, et effectuer d'autres tâches essentielles pour devenir une femme et une mère. Elles étaient à ce moment considérées prêtes à être mariées.

### Mort
Au XIXe siècle, la tradition comanche voulait que le corps du défunt soit enveloppé dans une couverture et placé sur un cheval, derrière un cavalier qui se mettrait en quête d'un lieu approprié pour l'enterrement, comme une grotte. Après l'enterrement, le cavalier couvrait le corps de pierres et retournait au camp, où les proches du défunt brûlaient toutes ses possessions. Le principal endeuillé se tailladait les bras pour exprimer son chagrin. Des missionnaires chrétiens persuadèrent les Comanches d'enterrer leurs morts dans des cercueils, dans un cimetière, ce qu'ils font toujours actuellement.

### Transport et habitat

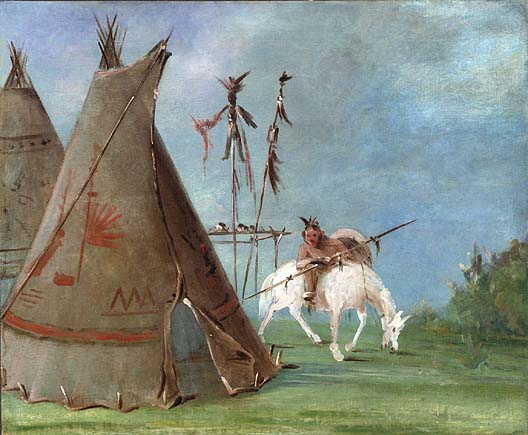
Tipis comanches, peints par George Catlin.

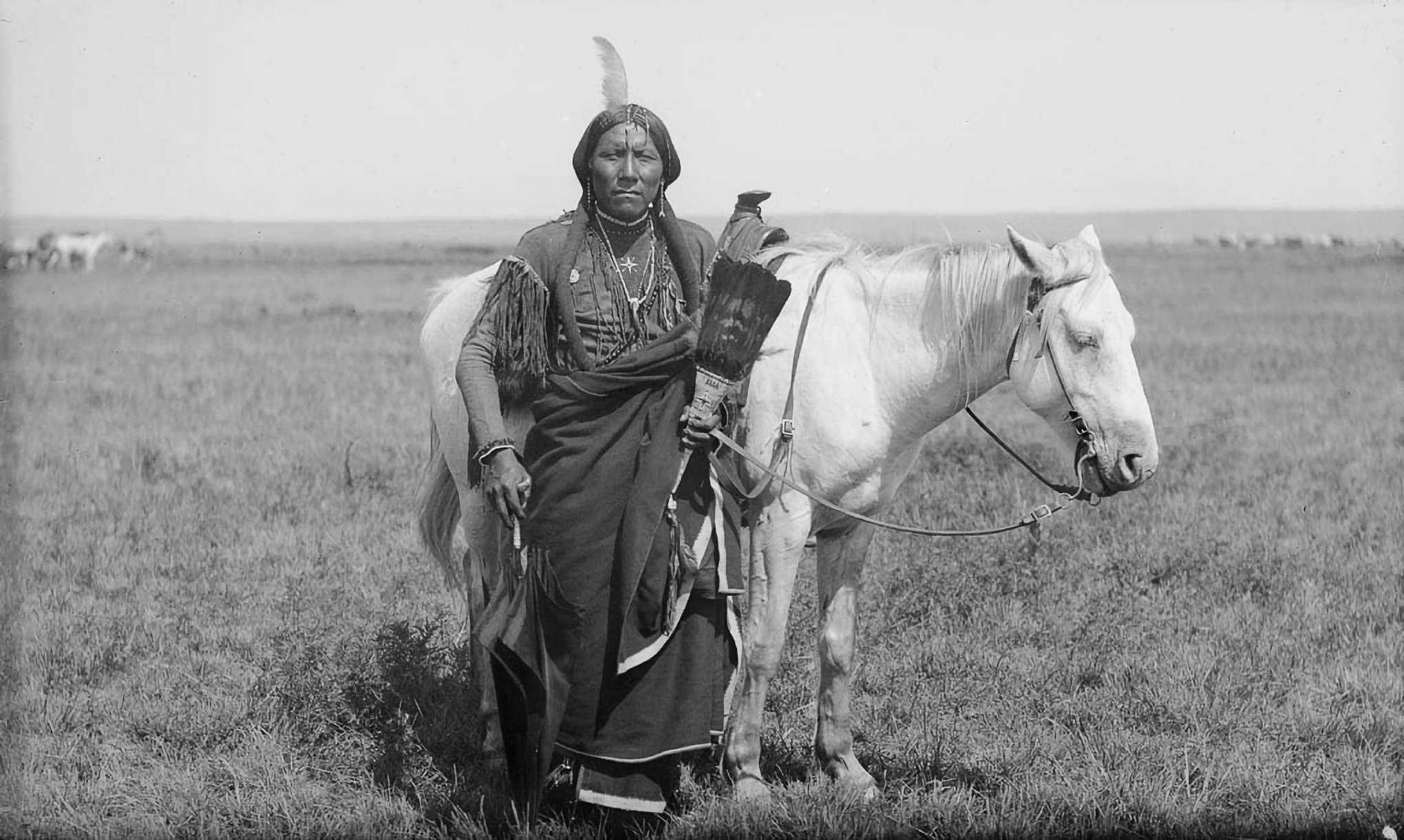
Guerrier comanche et son cheval, 1892.

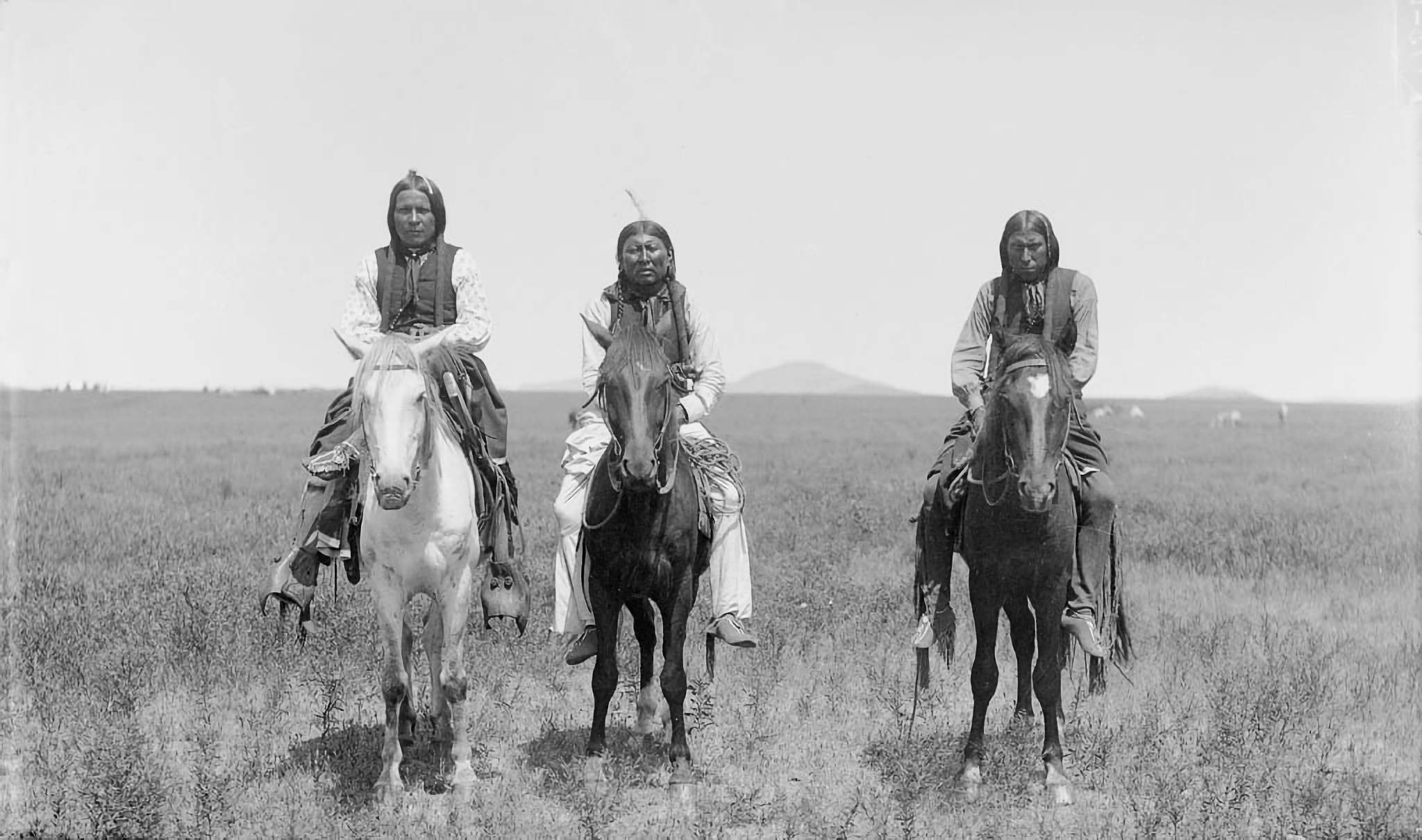
Trois guerriers comanches à cheval, 1892.

À l'époque où ils vivaient avec les Shoshones, les Comanches utilisaient principalement des travois tirés par des chiens pour effectuer les transports. Plus tard, ils acquirent des chevaux auprès d'autres tribus, telles que les Pueblos, et auprès des Espagnols. Comme les chevaux étaient plus rapides, plus faciles à contrôler, et portaient des charges plus lourdes, ceci facilita la chasse, le combat, et les déménagements du camp. Ils purent également construire de plus grandes habitations en raison de leur capacité à tirer et porter plus de biens. Étant herbivores, les chevaux pouvaient également être nourris plus facilement que les chiens, car la viande était une ressource précieuse. Le cheval étant de la plus haute importance pour les Comanches, la richesse d'un homme se mesurait à la taille de son troupeau de chevaux. Ainsi les chevaux étaient des cibles de choix pendant les raids, qui étaient souvent organisés spécifiquement pour en capturer. Souvent des troupeaux de plusieurs centaines de chevaux étaient volés pendant les raids contre les autres nations amérindiennes, les Espagnols, les Mexicains, et plus tard les ranches des Texans. Les chevaux servaient à faire la guerre, les Comanches étant considérés parmi les meilleurs cavaliers ayant existé.

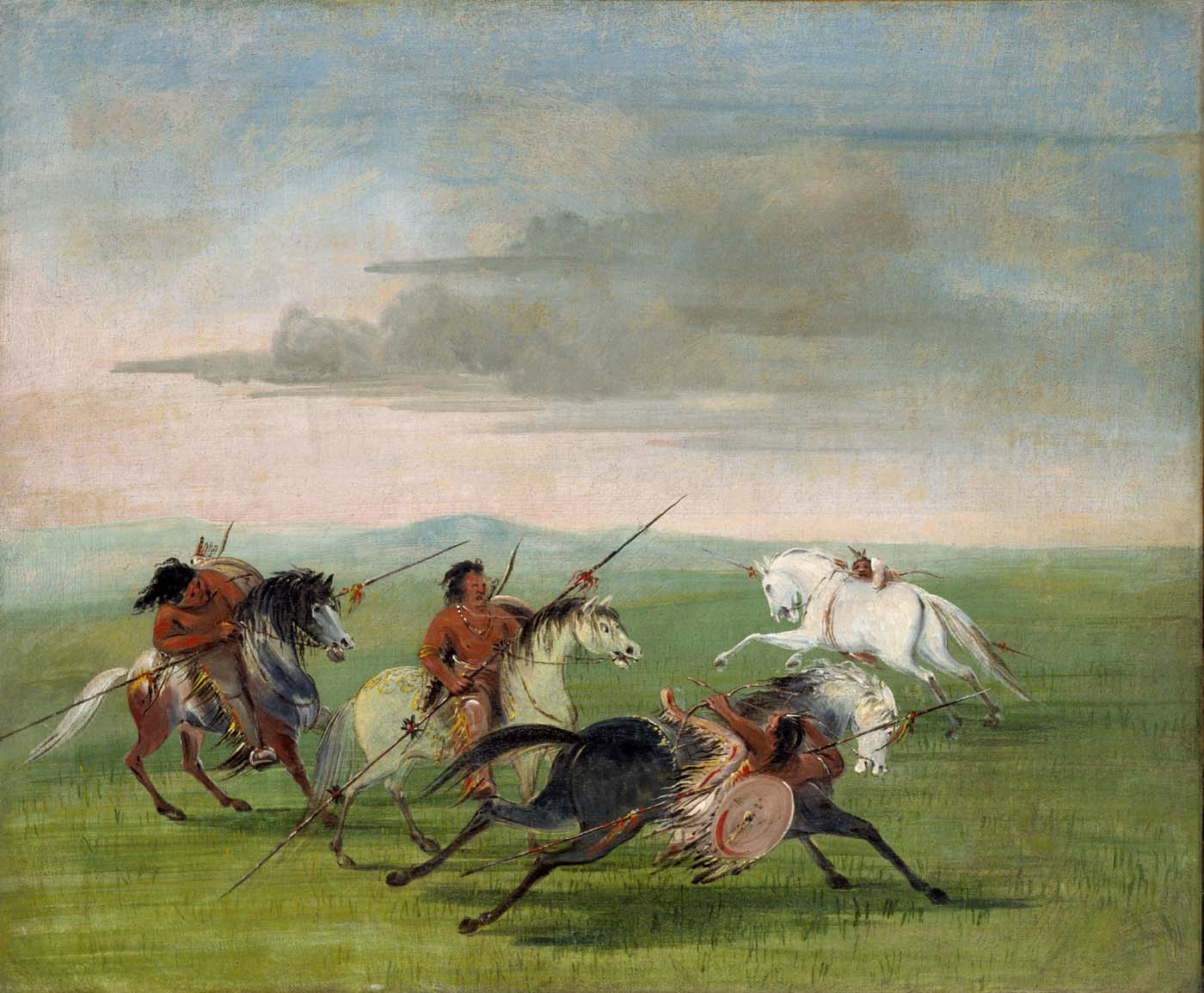
Prouesses équestres des Comanches, peintes par George Catlin, 1834.

Les Comanches habitaient surtout des zones plates et sèches, à l'exception des grandes rivières telles que le Cimarron, le Pecos, le Brazos, et la Red River. L'eau de ces rivières étant souvent trop sale pour être bue, ils vivaient habituellement le long de cours d'eau plus petits, le long desquels poussaient des arbres utilisés pour construire des abris.
Les Comanches recouvraient leurs tipis de peaux de bisons cousues ensemble. Pour préparer les peaux, les femmes les étalaient tout d'abord sur le sol, puis raclaient la graisse et la viande à l'aide de lames faites d'os ou de bois de cervidés, et les laissaient finalement au soleil. Lorsque les peaux étaient sèches, elles raclaient les poils drus et les trempaient dans la rivière. Après plusieurs jours, elles les frottaient vigoureusement avec une mixture faite de graisse, de cervelle et de foie d'animaux pour les attendrir. Les peaux étaient encore assouplies par des rinçages supplémentaires et en les travaillant sur des lanières de cuir tressées. Finalement, elles étaient fumées au-dessus d'un feu, ce qui leur donnait une couleur beige pâle. Pour couvrir le tipi, les femmes posaient les peaux tannées bord à bord et les attachaient ensemble. Jusqu'à 22 peaux pouvaient être nécessaires, bien qu'en moyenne 14 étaient suffisantes. L'enveloppe de peaux était ensuite attachée à un poteau et dressée, puis enroulée autour de la structure en forme de cône du tipi, et fixée à l'aide de bâtonnets de bois. Deux volets en forme d'aile étaient retournés au sommet du tipi afin de créer une ouverture, qui pouvait être ajustée afin d'évacuer l'humidité tout en maintenant l'air chaud à l'intérieur. Avec un petit feu au centre du sol en terre, les tipis restaient chauds durant l'hiver. En été, les bords inférieurs du tipi étaient relevés pour laisser entrer la fraîcheur, et la cuisine se faisait à l'extérieur. Les tipis constituaient des abris très pratiques pour un groupe itinérant. Travaillant en équipe, les femmes pouvaient rapidement les monter ou les démonter. Un groupe entier de Comanches pouvait ainsi démonter le camp pour suivre un troupeau de bisons en moins de 20 minutes. C'étaient les femmes comanches qui assuraient la plus grande part du travail, tenant compte de la préparation de la nourriture.

### Alimentation

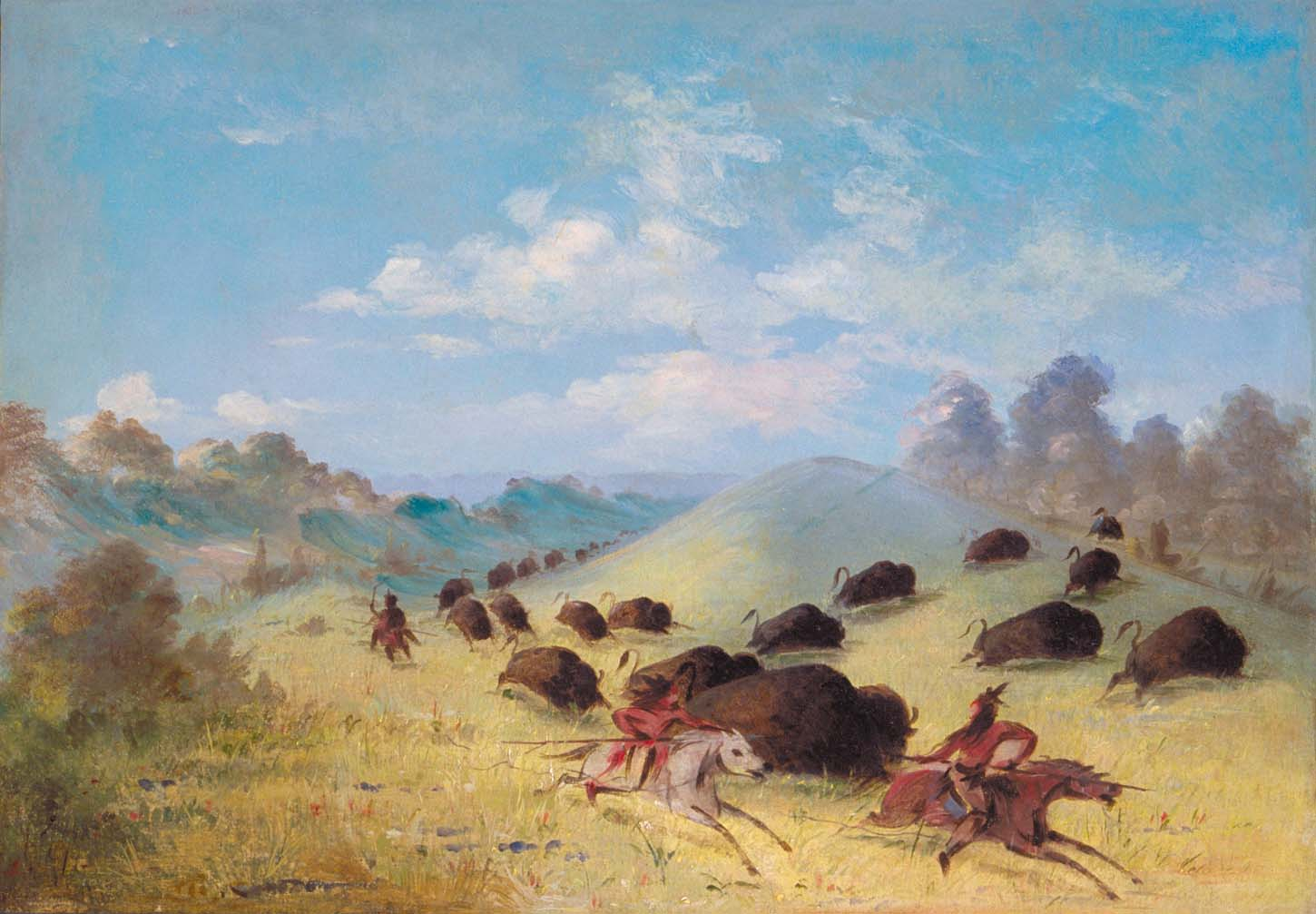
Comanches chassant le bison, peints par George Catlin.

Les Comanches étaient initialement des chasseurs-cueilleurs. Quand ils vivaient dans les montagnes Rocheuses, ou durant leurs migrations vers les Grandes Plaines, les hommes et les femmes partageaient la responsabilité de trouver et fournir de la nourriture. Dans les plaines, la chasse devenait prédominante, activité considérée comme masculine et source de prestige. Pour la viande, les Comanches chassaient le bison, l'élan, l'ours noir, l'antilope, et le wapiti. Quand le gibier se faisait rare, les hommes chassaient des mustangs sauvages, et étaient quelquefois obligés de manger leurs propres chevaux. En dernier recours, ils pillaient des ranches texans pour voler le bétail. Ils ne mangeaient pas de poisson ni de volaille, à moins de mourir de faim ; ils pouvaient alors se nourrir de virtuellement n'importe quel type d'animal, comme les tatous, mouffettes, rats, lézards, grenouilles et sauterelles. La viande de bison et autres gibiers était préparée et cuisinée par les femmes. Celles-ci cherchaient des fruits sauvages, des graines, des noix, des baies, des racines et des tubercules, ainsi que les fruits du figuier de Barbarie. Par le commerce et les raids, les Comanches se procuraient également du maïs, de la citrouille séchée, et du tabac. La viande était habituellement rôtie sur un feu ou bouillie. Afin de cuire la viande fraîche ou séchée et les légumes, les femmes creusaient un trou dans le sol, qu'elles tapissaient de peaux d'animaux ou d'estomac de bison, puis remplissaient d'eau afin de constituer un genre de marmite. Elles y mettaient ensuite des pierres chauffées jusqu'à ce que l'eau soit bouillante et que le ragoût soit cuit. Au contact des Espagnols, les Comanches se mirent à utiliser des pots de cuivre et des bouilloires en fer, ce qui permit de faciliter la préparation des repas.
Les femmes se servaient de baies, aussi bien que de miel et de suif, pour assaisonner la viande de bison. Une de leurs spécialités était la bouillie de moëlle de bison accompagnée d'une purée de fèves de mesquite.
Les Comanches mangeaient parfois de la viande crue, particulièrement du foie assaisonné de bile. Ils buvaient également le lait provenant des mamelles entaillées de bisons, chevreuils et antilopes. Un de leurs mets favoris était le lait caillé provenant de l'estomac de jeunes bisons encore sous la mère. Ils appréciaient également les tripes et l'estomac de bison.
Les Comanches prenaient généralement un repas léger le matin et un autre plus abondant le soir. Durant la journée, ils mangeaient quand le besoin s'en faisait sentir ou que le moment était opportun. Comme d'autres Indiens des Plaines, les Comanches étaient très hospitaliers. Quand un visiteur arrivait au camp, ils lui préparaient un repas, ce qui entraîna la croyance selon laquelle les Comanches mangeaient à toute heure du jour et de la nuit. Avant d'organiser un événement public, le chef prenait un morceau de nourriture, la présentait au ciel, puis enfouissait cette offrande de paix offerte au Grand Esprit. Beaucoup de familles exprimaient leur reconnaissance en s'asseyant pour prendre leur repas dans le tipi.
Les enfants comanches mangeaient du pemmican, mais c'était avant tout une nourriture énergétique réservée pour les batailles. Transporté dans une pochette (parflèche (en)), le pemmican n'était mangé que lorsque les hommes n'avaient pas le temps de chasser. De même, au camp, on ne mangeait du pemmican que lorsque les autres nourritures se faisaient rares. Les commerçants mangeaient du pemmican en tranches et trempé dans le miel, qu'ils appelaient du pain indien.

### Habillement

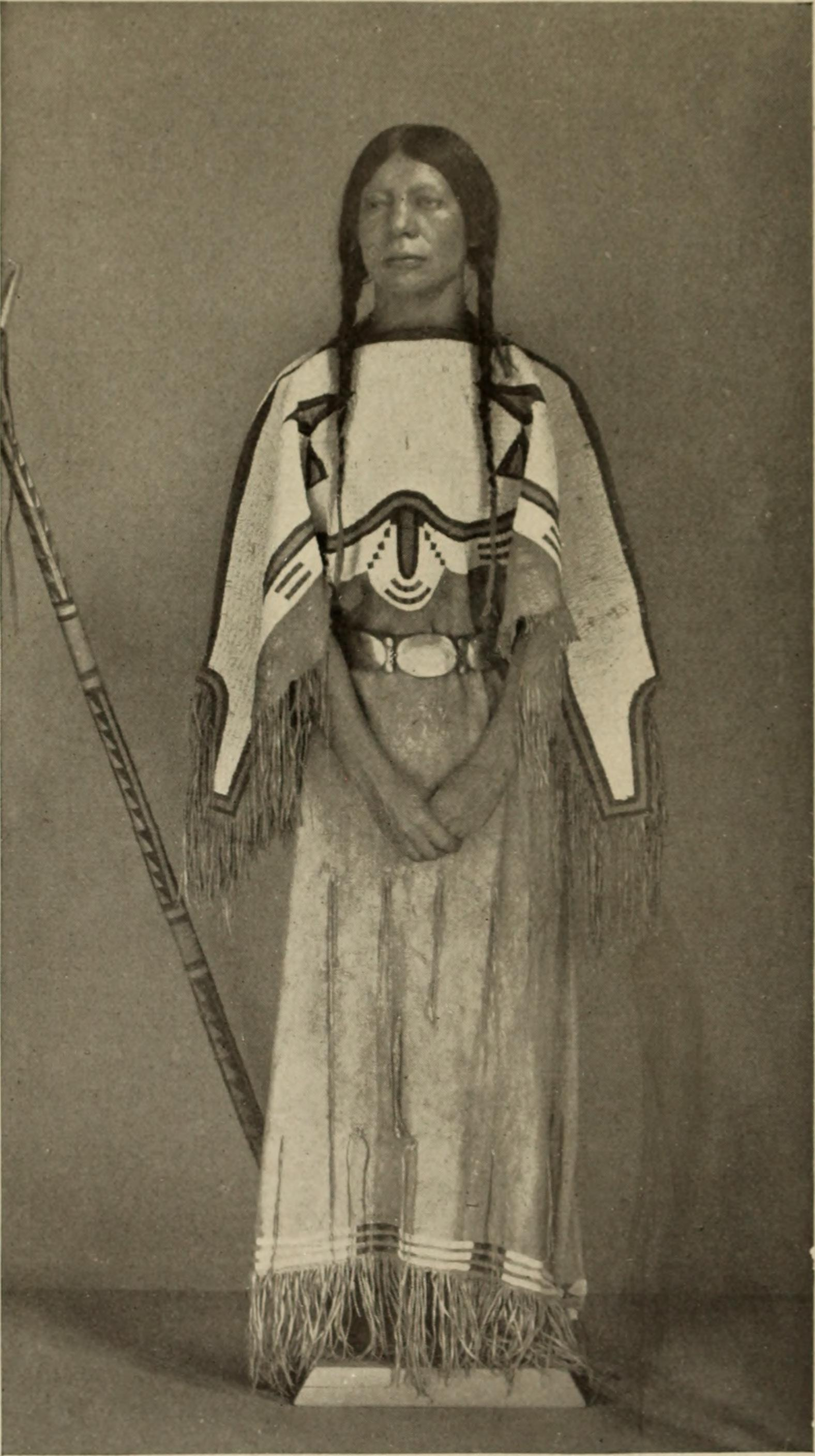
Costume typique d'une indienne des Plaines, 1920.

Les vêtements comanches étaient simples et faciles à porter.
Les hommes portaient une ceinture de cuir avec un pagne — une longue pièce en peau de daim ramenée entre les jambes et enroulée sous la ceinture à l'avant et à l'arrière —, et des jambières souples en peau de daim. Les mocassins avaient des semelles taillées dans une peau de bison épaisse et dure, et le dessus était fait d'une souple peau de daim. Les hommes comanches ne couvraient pas la partie supérieure du corps, excepté en hiver, où ils portaient de chaudes et lourdes robes faites de peaux de bison (ou, occasionnellement, d'ours noir, de loup ou de coyote), avec de hautes bottes faites en peau de bison.
Habituellement les jeunes garçons ne portaient pas de vêtements, sauf par temps froid. À l'âge de huit ou neuf ans, ils commençaient à porter les mêmes vêtements que les adultes. Au XIXe siècle, les hommes commencèrent à remplacer la peau de daim des pagnes par du tissu, et à porter des chemises amples en peau de daim.
Les femmes décoraient leurs chemises, jambières et mocassins de franges faites de peau de cervidés, de fourrure et de cheveux humains. Elles décoraient également leurs chemises et leurs jambières de motifs formés de perles et de morceaux de métal. Les femmes comanches portaient de longues robes en peau de daim. Les robes comportaient une jupe évasée et d'amples manches longues, et étaient décorées de franges en peau de daim le long des manches et de l'ourlet. Des perles et des morceaux de métal y étaient attachés en motifs géométriques. Les femmes comanches portaient des mocassins en peau de daim comportant des semelles en peau de bison. En hiver, elles aussi portaient de chaudes robes en peau de bison et de longues bottes doublées de fourrure.
Contrairement aux garçons, les jeunes filles ne se promenaient pas nues. Dès qu'elles étaient capables de marcher, on les habillait d'un pagne. Vers l'âge de douze ou treize ans, elles adoptaient l'habillement des femmes comanches.

### Coiffure et ornements

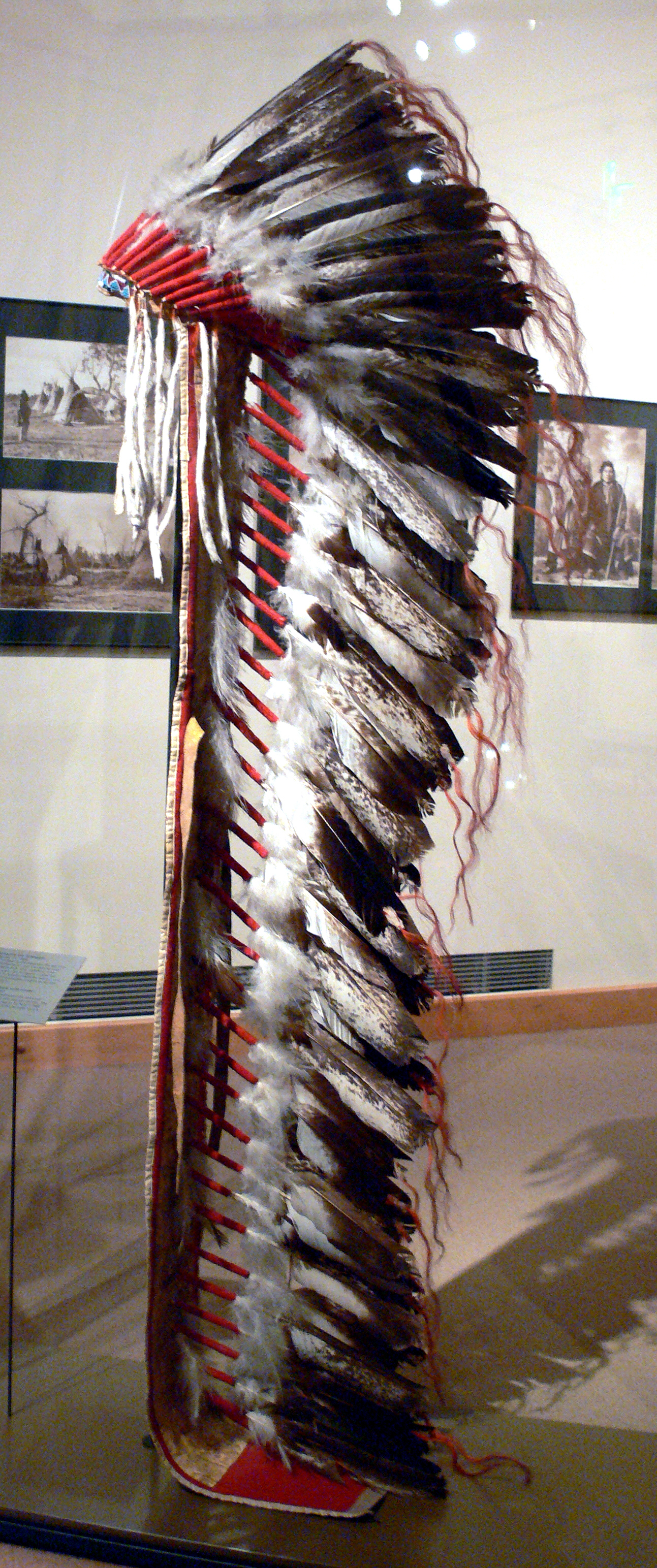
Coiffe comanche.

Les Comanches étaient fiers de leur chevelure, portée longue et rarement coupée. Ils arrangeaient leurs cheveux avec des brosses faites de piquants de porcs-épics, les graissaient et faisaient une raie allant du milieu du front jusqu'à la nuque. Ils peignaient le cuir chevelu le long de la raie avec de l'argile jaune, rouge ou blanche (ou d'autres couleurs). Ils portaient leurs cheveux en deux longues nattes liées avec des lacets de cuir ou des tissus de couleur, et quelquefois enveloppées de fourrure de castor. Ils pouvaient également tresser une mèche de cheveux sur le sommet du crâne rasé. Cette mince tresse (anglais : scalp lock) était décorée de morceaux de tissu colorés et de perles, ainsi que d'une simple plume.
Les hommes comanches portaient rarement un couvre-chef. Ce n'est qu'après avoir été déplacés dans une réserve vers la fin du XIXe siècle que les Comanches se mirent à porter la coiffe typique des Plaines. Si l'hiver était très froid, ils pouvaient porter un chapeau sans bord fait de peau de bison laineux.
Quand ils partaient combattre, certains guerriers portaient un couvre-chef fait dans le cuir chevelu d'un bison : les guerriers enlevaient la plus grande partie de la peau et de la chair d'une tête de bison, ne conservant qu'un morceau de la toison laineuse ainsi que les cornes. Ce type de coiffe de bison laineuse et cornue n'était portée que par les Comanches.
Les femmes comanches ne portaient pas leurs cheveux aussi longs que les hommes. Les jeunes filles pouvaient porter leurs cheveux longs et tressés, mais les femmes adultes les partageaient par le milieu et les portaient courts. Comme les hommes, elles peignaient leur cuir chevelu de peintures vives.

### Décorations corporelles
Les hommes comanches avaient habituellement les oreilles percées, portant des boucles d'oreille faites de morceaux de coquillages ou de boucles de fil de bronze ou d'argent (une parente se chargeait de percer l'oreille de six ou huit trous). Les hommes se tatouaient également le visage, les bras et la poitrine avec des dessins géométriques, et peignaient leur visage et leur corps. Traditionnellement, ils utilisaient des peintures faites de jus de baies et d'argiles colorées provenant de la région (Comancheria (en)). Par la suite, des marchands les fournirent en vermillon (pigment rouge) et en fards de couleur vive. Les hommes portaient également des bandes de cuir et de métal sur leurs bras.
Mise à part la couleur noire, réservée à la guerre, il n'y avait pas de couleur ou de motif standard pour les peintures faciales et corporelles, ceci relevant de choix individuels. Par exemple, un Comanche pouvait peindre un côté de son visage en blanc, et l'autre en rouge ; un autre pouvait peindre un côté de son corps en vert et l'autre coté en bandes vertes et noires.
Certains dessins ou couleurs pouvaient avoir une signification particulière, par exemple avoir été révélés en rêve.
Les femmes comanches pouvaient aussi se tatouer le visage ou les bras. Elles aimaient peindre leur corps et étaient libres de se peindre comme il leur plaisait. Un motif populaire parmi les femmes consistait à peindre l'intérieur de leurs oreilles en rouge brillant, et de grands cercles rouges et orange sur leurs joues. Elles peignaient habituellement le contour de leurs lèvres de rouge et de jaune.

### Art et artisanat

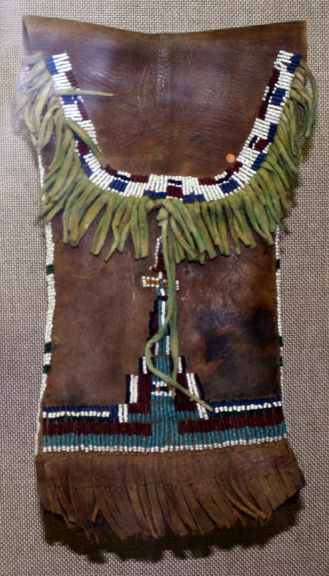
Sac comanche orné de perles, vers 1880.

En raison de leurs fréquents déplacements, les Comanches devaient s'assurer que leurs ustensiles de cuisine et autres possessions étaient incassables. Pour cette raison ils n'utilisaient pas de poteries susceptibles de se briser lors de leurs longs trajets. La vannerie, le tissage, la sculpture sur bois, et la métallurgie étaient également inconnus des Comanches. Au contraire, ils dépendaient des bisons pour fabriquer la plupart de leurs outils, ustensiles de cuisine, et armes. Ils réalisaient environ 200 articles différents à partir des cornes, de la peau, et des os du bison.
Prélevant la paroi intérieure de l'estomac, les femmes fabriquaient une poche à eau à partir de la panse du bison. Cette paroi intérieure était étirée sur quatre piquets et remplie d'eau, constituant ainsi un pot dans lequel cuisaient les soupes et les ragoûts. Le bois étant rare dans les plaines, les femmes dépendaient des bouses séchées des bisons pour alimenter les feux permettant de cuire les repas et se réchauffer pendant les longs hivers.
Le cuir raide servait à confectionner des selles, des étriers et des sangles, des étuis de couteaux, des seaux, et des semelles de mocassins. Le cuir était également utilisé pour fabriquer des instruments de musique : tambours et hochets. Des bandes de cuir étaient tressées en cordes robustes. Raclées jusqu'à ressembler à du parchemin, les peaux étaient ensuite pliées pour constituer des réceptacles servant à stocker la nourriture, les vêtements, et d'autres biens personnels. Les femmes tannaient également les peaux de daim pour confectionner des robes chaudes, des couvertures, du tissu, et des mocassins. Elles dépendaient également de la peausserie pour les couchages, les berceaux, les poupées, les sacs, les carquois et les étuis de fusils.
Les tendons étaient utilisés pour les cordes des arcs et le fil de couture. Les sabots donnaient de la colle et des hochets. Les cornes étaient travaillées pour donner des coupes, des cuillères et des louches. La queue faisait un bon fouet, un chasse-mouches ou une décoration pour le tipi. À partir des os, les hommes confectionnaient des outils, des racloirs, et des épingles, ainsi qu'un genre de pipe, et des jouets pour leurs enfants. Devenus des guerriers, toutefois, les hommes se spécialisaient dans la fabrication des arcs et des flêches, des lances et des boucliers. La peau épaisse du cou d'un vieux taureau était idéal pour confectionner un bouclier capable de dévier les flèches aussi bien que les balles. Comme ils passaient une bonne partie de leur temps à dos de cheval, ils fabriquaient également des selles, des étriers, et d'autres articles de monte. Les poils de bison servaient à garnir les tapis de selle et à confectionner des cordes et des licous.